# 리스프

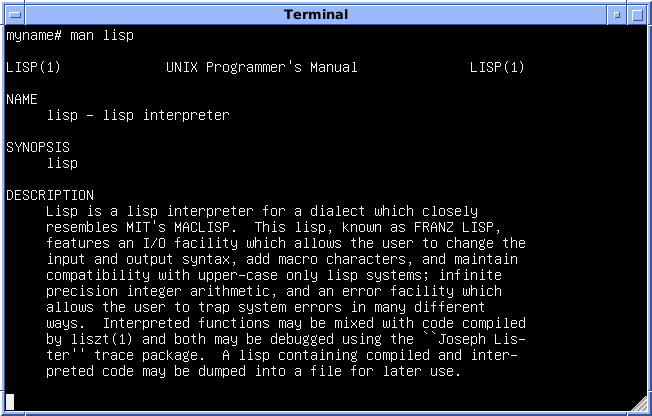

리스프(Lisp, LISP) 혹은 리습은 프로그래밍 언어의 계열로서, 오랜 역사와 독특하게 괄호를 사용하는 문법으로 유명하다. 1958년에 초안이 작성된 이 언어는 현재 널리 사용되는 포트란에 이어 두 번째로 오래된 고급 프로그래밍 언어이다. 리스프는 포트란처럼 초반에 많은 변화를 겪어야 했으며 수많은 변종들이 존재한다. 오늘날 가장 널리 알려진 일반 리스프 변종은 커먼 리스프와 스킴이다. 그리고 리스프의 본래 뜻은 혀가 꼬이기 쉬운 발음이라는 뜻이다.
리스프는 본래 실용적인 목적 아래 컴퓨터 프로그램을 활용하여 수학 표기법을 나타내기 위한 목적으로 만들어졌다. 이는 알론소 처치의 람다 대수의 표기법에 영향을 많이 받았다. 곧이어 이는 인공지능 연구소에서 가장 인기있는 언어가 되었다. 초기 프로그래밍 언어 중의 하나인 리스프는 컴퓨터 과학의 많은 개념들의 선구자로서 트리 자료구조, 쓰레기 수집, 동적 자료형과 인터프리터와 같은 개념들을 개척했다.
LISP 라는 이름 자체는 "LISt Processing"(리스트 프로세싱)의 줄임말이다. 연결 리스트는 리스프의 주요 자료구조 중 하나로서, 리스프 코드는 그 자체로 하나의 리스트이다. 그 결과로, 리스프 프로그램은 소스 코드를 자료 구조를 다듬는 수준으로 재배치할 수 있게 된다. 리스프 매크로 시스템을 통해 프로그래머는 새로운 소스 코드를 만들 수 있으며, 심지어 기존 리스프에 내장되는 새로운 언어, 그것도 특정 목적을 위한 용도의 언어를 만들어낼 수 있다.
코드와 데이터가 교환이 가능하다는 것은 리스프 그 자체에 있어 코드를 즉각 해석할 수 있는 능력을 준다. 전체 프로그램 코드는 S-표현식이나 괄호로 묶인 리스트로 작성되며, 함수 호출의 경우 함수 이름 혹은 연산자가 첫 번째로 위치하여 피연산자가 이어 위치하게 된다. 예를 들면, 함수 f 가 a, b, c 라는 세 개의 피연산자를 가진 경우는 (f a b c)와 같이 표기한다.

## 역사
리스프는 매사추세츠 공과대학교의 존 매카시가 개발하였고 리스프 설계는 존 매카시가 1960년에 쓴 논문에서 밝힌 이론에 바탕을 두고 있다.
첫 번째 리스프 (IBM 704에서 돌아가게 만든) 인터프리터는 존 매카시가 MIT 전자공학 실험실의 인공지능 그룹, 계산 센터에 있던 동료, (스티브 러셀을 비롯한) 여러 학생의 도움을 받아서 만들었다.
리스프는 여러 가지 면에서 다른 언어와 많이 달랐다. 람다 대수에 바탕을 두고, 처음부터 기호(이름) 데이터(Symbolic Data)를 다루는 문제 풀이에 알맞은 언어로 설계되었기 때문에 그 당시 다른 언어에서 볼 수 없었던 아톰(atom)이나 리스트(list)같이 새로운 데이터를 쓰고 있었다. 게다가 새로운 언어 기능을 실험하는 데 큰 목적을 두고 있었기에, 처음에는 산술 연산 따위를 빠르고 가볍게 처리하지 못했다. 하지만, 성능이 뛰어난 리스프 컴파일러가 꾸준히 나오면서부터 이런 문제는 풀리게 되었다. 한편, 인공 지능을 중심으로 여러 다른 응용 분야에서는 제 몫을 톡톡히 해왔다. 운영체제 셸 언어(Scheme을 바탕으로 하는 셸 언어로 scsch 따위)라든지, 글 편집기(Emacs 편집기에서 Elisp 따위)나 설계 시스템(Computer-Aided Design, 줄여서 CAD) 같은 소프트웨어의 기능을 늘리는 언어(AutoCAD 시스템에서는 AutoLisp 등)로 자리를 잡은 것이, 그 좋은 보기다.
리스프는 여러 사람이 뜻을 모아 한 걸음에 설계한 언어가 아니다. 그때 그때 쓰는 사람의 바람에 맞추어 새로운 기능을 넣기도 하고, 어떤 기능을 쓸모 있게 만들 수 있는지 따져가면서, 꾸준히 실험하는 과정을 거쳐 자라났다. 이런 까닭에, 리스프를 쓰는 사람들은 "공식적으로" 언어를 정의하여 널리 퍼뜨리기를 꺼리기도 한다. 리스프는 작고 부드럽게 설계된 언어라서 오랜 시간 실험을 거치면서 끝없이 새로운 프로그램 설계 방식을 받아들일 수 있었기에, 아직까지도 여러 분야에서 널리 쓰이고 있다. 이런 리스프의 진화 과정에서 많은 변종이 생겼다. 보통 리스프는 모든 변종을 통칭해서 이야기한다.

## 변종
1970년대에 가장 많이 쓰던 리스프 변종은, MIT의 프로젝트 맥(MAC)에서 만들었던 맥리스프와, Bolt Beranek & Newman 사와 제록스 팰러앨토 연구소가 함께 만든 인터리스프(Interlisp)이다. 포터블 스텐다드 리스프(Portable Standard Lisp)는 여러 기기로 쉽게 옮겨 심을 수 있도록 설계한, 리스프의 변종이다. 또한 맥리스프(MacLisp)를 기반으로 한 여러 변종이 나왔는데, UC 버클리에서 만든 프렌즈 리스프(Franz Lisp)가 있고, MIT의 인공지능 실험실에서 만든 제타리스프(Zetalisp)가 있다. 제타리스프는 전용 프로세서를 통해 리스프를 매우 효율적으로 돌리려고 만든 것이다.
리스프 변종 가운데 가장 널리 쓰고 있는 것으로는 커먼 리스프(Common Lisp)와 스킴(Scheme)을 들 수 있다.

### 커먼 리스프
커먼 리스프는 그 때까지 여러 변종에 있던 기능을 한데 묶어서 리스프 산업 표준을 정하려고 리스프 공동체가 만든 것이다. 1994년에 커먼 리스프(Common Lisp)의 ANSI 표준이 정해졌다.

### 스킴
스킴은 MIT 인공지능 실험실의 Guy Lewis Steele Jr., Gerald Jay Sussman이 1975년에 처음 내놓은 것을 나중에 MIT에서 컴퓨터과학과 학생들을 가르치기 위해 다듬은 것이다. 여기에 사용된 교재가 흔히 SICP 또는 위자드 북(Wizard book)이라고도 하는 《Structure and Interpretation of Computer Programs》이다.
1990년에 스킴의 IEEE 표준이 정해졌다.

## 같이 보기
- 자체 수정 코드